# Chrysobothris bothrideres
Chrysobothris bothrideres es una especie de escarabajo del género Chrysobothris, familia Buprestidae. Fue descrita científicamente por Fairmaire en 1864.